# Luka Adžić
Pour les articles homonymes, voir Adzic.
Luka Adžić est un footballeur serbe né le 17 septembre 1998 à Belgrade. Il joue au poste de milieu offensif à Bangkok United.

## Biographie

### En club
Formé à l'Étoile rouge de Belgrade, il rejoint l'équipe senior lors de la saison 2015-2016, mais ne joue son premier match que la saison d'après, le 26 octobre 2016, contre le FK BSK Borča, en Coupe de Serbie.
Avec l'Étoile rouge, il inscrit six buts en première division serbe. Il joue également deux matchs en Ligue Europa.

### En sélection
Avec les espoirs, il participe au championnat d'Europe espoirs en 2019. Lors de cette compétition organisée en Italie, il ne joue qu'un seul match, face au Danemark.

## Palmarès
- Champion de Serbie en 2018 avec l'Étoile rouge de Belgrade
- Vice-champion de Serbie en 2017 avec l'Étoile rouge de Belgrade